# Православие во Франции
Православие во Франции. В I тысячелетии н. э. епархии на территории Франции входили в состав единой Христианской церкви. Однако после раскола Церквей в XI веке вся территория Франции оказалась в юрисдикции Католической церкви. По состоянию на 2017 год во Франции проживает около 500 тысяч православных.

## История
Первое упоминание о пребывании православного священника в Париже относится к 1727 году, когда в Париж прибыл иерей Даниил Яковлев, сопровождавший русского посланника. В 1738 году по просьбе посла был назначен постоянный священник иерея Андрея Геневский. 1757 году в Париж послана походная церковь, соответствующая уровню посольства: «утварь серебряная, ризы из дорогой парчи», иконостас на «голубом атласе с самыми лучшими на золоте красками».
В 1820 году в Марселе был основан первый греческий приход во Франции. В 1845 году состоялось освящение греческого храма Успения Божией Матери в Марселе, первого православного храма, построенного на территории Франции.
В 1853 году в Париже появилась первая румынская домовая церковь (22, rue Racine, Paris 75006).
По данным «Справочника Православной Церкви», опубликованного во Франции, количество православных во Франции в 2017 году составляет около 500 тысяч. Для сравнения, в конце XIX века во Франции было 20 тысяч православных, а в конце XX века — 200 тысяч. Это объясняется, главным образом, эмиграцией из традиционно православных стран, таких как Россия, Греция, Сербия, Румыния, Болгария и страны Ближнего Востока. В 2017 году заметно преобладание православных, приехавших из России и Румынии. Количество православных приходов во Франции на 2017 год составляет 278, монастырей — 21, епископов — 10, священников и дьяконов — 330.

## Юрисдикции
Как и для многих стран, не относящихся к территории традиционного православия, для Франции характерно сосуществование большого количества юрисдикций, связанное как с различными странами происхождения православных верующих, так и с перипетиями истории XX века.

### Константинопольская православная церковь
Галльская митрополия (греч. ῾Ιερὰ Μητρόπολις Γαλλίας, фр. Metropole grec-orthodoxe de France) — основана в 1963 году для греческих приходов Франции, которые до этого момента входили в состав Фиатирской архиепископии с кафедрой в Лондоне. Глава — митрополит Галльский Эммануил (Адамакис), председатель Ассамблеи православных епископов Франции. 38 приходов. До 2003 года митрополия включала также греческие приходы Испании, Португалии и Канарских островов, 20 января 2003 года выделенные в новую епархию с центром в Мадриде.
- Официальный сайт
- Страница на сайте Константинопольского патриархата: англ. Архивная копия от 4 марта 2016 на Wayback Machine., греч. Архивная копия от 21 июня 2010 на Wayback Machine.
- Список приходов на сайте «Православная Франция». Архивная копия от 5 марта 2016 на Wayback Machine

Украинская епархия Западной Европы в составе Украинской православной церкви в диаспоре (укр. Українська православна парафія в Західній Європі, фр. Diocèse ukrainien d'Europe Occidentale) — центр в Лондоне, 3 прихода во Франции. Самостоятельно не представлена в Ассамблее православных епископов Франции.

### Русская православная церковь
Корсунская епархия Патриаршего экзархата в Западной Европе — основана в 1960 году в составе Западноевропейского экзархата РПЦ, просуществовавшего до 1990 года. Объединяет приходы РПЦ во Франции, Монако, Швейцарии и Лихтенштейне. Во Франции — 20 приходов и монастырей. Глава — митрополит Антоний (Севрюк).
- Официальный сайт. Архивная копия от 26 августа 2009 на Wayback Machine
  - Приходы и общины во Франции. Архивная копия от 24 сентября 2020 на Wayback Machine
- Список приходов на сайте «Православная Франция». Архивная копия от 5 марта 2016 на Wayback Machine
- Статья на orthodoxwiki. Архивная копия от 23 сентября 2009 на Wayback Machine

Лондонская и Западно-Европейская епархия РПЦЗ (фр. Diocèse de Genève et d'Europe occidentale) — возникла в 1927 году в результате разрыва архиепископа Евлогия (Георгиевского), с Архиерейским Синодом РПЦЗ. Объединяет приходы на территории Великобритании, Бельгии, Ирландии, Италии, Люксембурга, Нидерландов, Испании, Португалии, Франции и Швейцарии. Во Франции 8 действующих приходов и 4 «временно не обслуживается» (всего в 10 городах). Кроме того, Каннский приход является ставропигиальным и подчиняется непосредственно Первоиерарху Русской Зарубежной Церкви. Глава — епископ Ириней (Стинберг).
- Официальный сайт. Архивная копия от 3 мая 2009 на Wayback Machine
  - Список приходов. Архивная копия от 5 октября 2013 на Wayback Machine

Архиепископия западноевропейских приходов, ранее — Западноевропейский экзархат русских приходов Константинопольской православной церкви. Включает свыше 60 приходов и один монастырь, в том числе 43 прихода во Франции. Bо Франции до упразднения экзархата КПЦ архиепископия являлась крупнейшей православной епархией.
- Официальный сайт
  - Русская страница
  - Список приходов. Архивная копия от 29 декабря 2020 на Wayback Machine
- Список приходов на сайте «Православная Франция». Архивная копия от 5 марта 2016 на Wayback Machine
- Статья на orthodoxwiki. Архивная копия от 3 октября 2009 на Wayback Machine

### Сербская православная церковь
Епархия Франции и Западной Европы (серб. Епархија Западноевропска, фр. Diocèse de France et d'Europe occidentale) — основана в 1969 году для сербских приходов во Франции, Бельгии, Нидерландах и Испании. 16 приходов во Франции. Глава — епископ Лука (Ковачевич).
- Официальный сайт. Архивная копия от 25 августа 2018 на Wayback Machine
- Список приходов на сайте «Православная Франция». Архивная копия от 4 марта 2016 на Wayback Machine
- Статья на orthodoxwiki. Архивная копия от 1 сентября 2009 на Wayback Machine

### Румынская православная церковь
Румынская митрополия Западной и Южной Европы (рум. Mitropolia Ortodoxă Română a Europei Occidentale și Meridionale,фр. Métropole Orthodoxe Roumaine d'Europe Occidentale et Méridionale, англ. Romanian Orthodox Metropolitanate of Western and Southern Europe) — основана в 1974 для румынских приходов во Франции, Бельгии, Нидерландах, Испании, Португалии, Италии, Швейцарии, Великобритании и Ирландии. Глава — митрополит Иосиф (Поп). Во Франции — 91 приход.
- Официальный сайт. Архивная копия от 19 мая 2011 на Wayback Machine
- Список приходов на сайте «Православная Франция»
- Статья на orthodoxwiki. Архивная копия от 31 августа 2009 на Wayback Machine

### Антиохийская православная церковь
Митрополия Франции, Западной и Южной Европы (фр. L'Archidiocèse Orthodoxe Antiochien d'Europe, англ. Antiochian Archdiocese of Europe) — основана в 2000 году. 4 прихода во Франции.
- Официальный сайт. Архивная копия от 15 апреля 2009 на Wayback Machine
- Список приходов на сайте «Православная Франция». Архивная копия от 4 марта 2016 на Wayback Machine
- Статья на orthodoxwiki. Архивная копия от 4 сентября 2009 на Wayback Machine

### Болгарская православная церковь
Западно- и Среднеевропейская епархия (болг. Българска източноправославна епархия в Западна и Средна Европа, фр. Diocese Orthodoxe Bulgare d'Europe occidentale et Centrale, англ. Bulgarian Orthodox Diocese of Western and Central Europe) — 3 прихода во Франции (Париж, Лион и Страсбург).
- Официальный сайт. Архивная копия от 21 сентября 2009 на Wayback Machine
  - Парижский приход. Архивная копия от 19 апреля 2009 на Wayback Machine
- Список приходов на сайте «Православная Франция». Архивная копия от 5 марта 2016 на Wayback Machine
- Статья на orthodoxwiki. Архивная копия от 23 сентября 2009 на Wayback Machine

### Грузинская православная церковь
Митрополия Западной Европы (груз. დასავლეთ ევროპის ეპარჟია, фр. Paroisse orthodoxe géorgienne Sainte-Tamar de Villeneuve-Saint-Georges) — центр в Брюсселе. Кроме того, один грузиноязычный приход (святой Нины) есть в составе Греческой митрополии Константинопольского патриархата.

## Неканонические структуры
- Кафолическая православная церковь Франции (фр. Église catholique orthodoxe de France) — западнообрядная юрисдикция, в некоторое время пребывала в составе РПЦЗ, Румынского патриархата
- Македонская православная церковь (Европейская епархия)
- РПЦЗ (В-В) (Марсельская и Западно-Европейская епархия)
- РПЦЗ (Агафангела) (Лионская и Западно-Европейская епархия)
- РИПЦ (Западно-Европейская Епархия)

## Известные храмы
См. также Категория:Православные храмы Франции
- Церковь Александра Невского (Биарриц)
- Архангело-Михайловская церковь (Канны)
- Николаевский собор (Ницца)
- Православная духовная семинария во Франции
- Собор Александра Невского (Париж)
- Церковь Божьей Матери Скорбящей (Ментона)
- Церковь Пресвятой Богородицы и Николая Чудотворца (Ментона)
- Церковь святых Николая и Александры (Ницца)

## Организации
- Ассамблея православных епископов Франции

### Монастыри
В настоящее время во Франции существует 23 православных монастыря, которые распределены следующим образом по юрисдикциям:
- 8 — Константинопольский патриархат:
  - Св. Николая, Le Bousquet d’Orb
  - Успения Богородицы, Aspres sur Buëch
  - Св. Антония Великого (подворье Афонского монастыря Симонопетра), Saint Laurent en Royans
  - Покрова (подворье Афонского монастыря Симонопетра), La Bastide d’Engras
  - Преображения (подворье Афонского монастыря Симонопетра), Terrasson.
- 1 — Антиохийский патриархат
- 4 — Русская Православная церковь
- 7 — Румынская Православная церковь
- 3 — Сербская Православная церковь[5]

### Учебные заведения
- Русская духовная семинария во Франции
- Свято-Сергиевский православный богословский институт
- Свято-Дионисиевский православный богословский институт